# Bricha
Bricha (hebr. בריחה, ucieczka) – organizacja działająca w latach 1945–1948, której celem była pomoc tym spośród Żydów ocalałych z Holocaustu, którzy chcieli opuścić powojenną Europę i przedostać się do Brytyjskiego Mandatu Palestyny. Sama akcja emigracyjna nosi tę samą nazwę.
Emigracja uchodźców żydowskich, m.in. gromadzonych przez aliantów w obozach dla przesiedleńców, była nielegalna z obu stron. Oficjalnie uchodźcom tym nie wolno było opuścić państw europejskich. W świetle opublikowanej przez władze brytyjskie w 1939 Białej Księdze nie wolno im było również osiedlać się w Mandacie Brytyjskim.

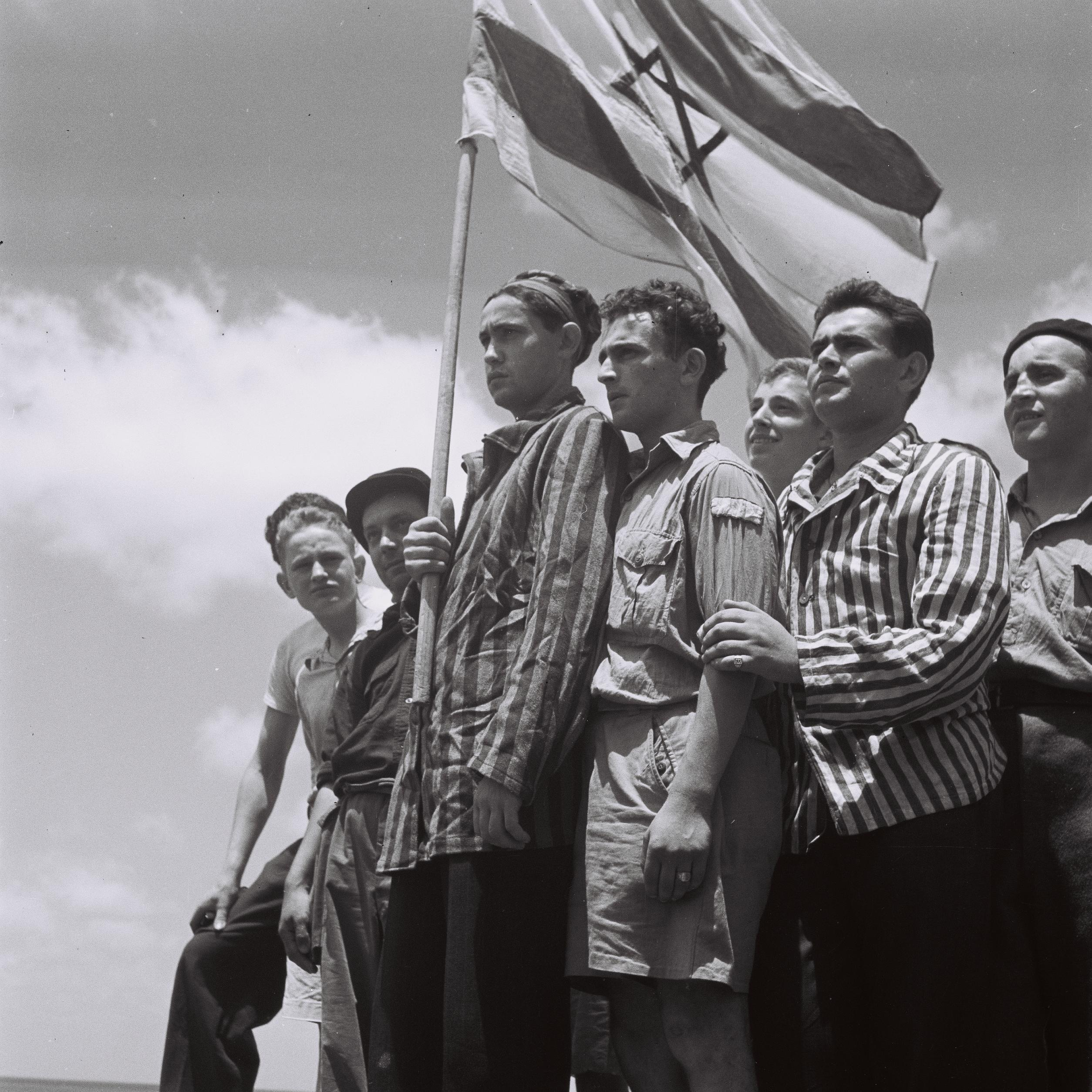
15 czerwca 1945. Ocalali z obozu koncentracyjnego w Buchenwaldzie przybywają do portu w Hajfie. Zostali aresztowani przez służby brytyjskie.

Na przełomie 1944 i 1945 roku działacze organizacji syjonistycznych i część bojowników z warszawskiego getta, założyli w Lublinie grupę Bricha. Pierwsze jej punkty powstały jeszcze w 1944 r. w Wilnie i Równem. Uważali oni emigrację do Mandatu Brytyjskiego za sposób ucieczki przed europejskim antysemityzmem. Po wyzwoleniu Równego, w 1944, Eliezer i Abraham Lidowski, a także Pasza (Izaak) Rajchmann uznali, że życie Żydów w Polsce nie ma przyszłości. Utworzyli cech rzemieślniczy, aby utajnić właściwą działalność, i wysłali grupę zwiadowczą do Czerniowiec w poszukiwaniu dróg ucieczki. Organizacja nabrała kształtów w styczniu 1945, po dołączeniu do niej działaczy żydowskiego antyhitlerowskiego ruchu oporu: Aby Kownera z oddziałem wileńskim i Icchaka Cukiermana, jednego z dowódców ŻOB-u, walczącego w powstaniu w getcie warszawskim. Wkrótce wysiłki Brichy połączono z podobnymi akcjami Brygady Żydowskiej, a później – Hagany.
W Polsce, Bricha utworzyła kilka obozów dla przesiedleńców na Dolnym Śląsku. Żydzi przekraczali zieloną granicę z Czechami, a następnie przedostawali się przez Austrię i Włochy, gdzie wsiadali na statki w kierunku Palestyny. Ponieważ Brytyjczycy nie zgadzali się na tę imigrację, statki były albo zmuszane do odwrotu, albo konwojowane na Cypr, gdzie utworzono obozy dla nielegalnych imigrantów. Dla realizacji celów organizacji jej działalność była tajna, używano fałszywych dokumentów, a w kontaktach posługiwano się szyfrem.
Według danych Brichy, między sierpniem 1945 a końcem czerwca 1946, z pomocy tej organizacji w emigracji z Polski skorzystało 46 000 Żydów. Z kolei szacuje się, że tylko w lipcu i sierpniu 1946 Polskę opuściło 73 000 osób, w ogromnej większości dzięki pomocy Brichy. W sumie około 170 000 polskich (i 250 000 europejskich) Żydów wyemigrowało do Palestyny z pomocą Brichy.